# Konståret 1997

## Händelser
- 18 januari – The Scandinavian Sauna Project invigs i Lunds konsthall.[1]
- 8 mars – Svenska pressfototävlingen "Årets bild" avgörs.[1]
- 1 april – en konstnärskoloni i Vilnius utropar en egen republik kallad Užupis efter en gammal stadsdel i Litauens huvudstad.

### Okänt datum
- Sten A Olssons kulturstipendium utdelas första gången.
- Nordland kunst- og filmfagskole grundades.
- Nationalmuseum köper Carl Larssons målning Midvinterblot för 14,6 miljoner kronor.

### Priser och utmärkelser
- Prins Eugen-medaljen tilldelas Ola Billgren, målare, Sigvard Bernadotte, industridesigner, Lasse Söderberg, grafiker, Jane Reumert, dansk konsthantverkare, och Olav Christopher Jenssen, norsk konstnär.
- Gillian Wearing tilldelades Turnerpriset.

## Verk
- Antony Gormley – Another Place
- Lucian Freud – Eight Months Gone

## Utställningar
Den österrikiska paviljongen vid Venedigbiennalen ägnas helt och hållet åt Wiener Gruppes verk.

## Avlidna
- 7 januari – Gunnar Nylund (född 1904), svensk keramiker och glaskonstnär.
- 9 februari – Randi Fisher (född 1920), svensk konstnär.
- 14 februari – Cai Poulsen (född 1920), nordisk konstnär och grafiker.
- 15 mars – Victor Vasarely (född 1906), ungerska-fransk målare och grafiker.
- 19 mars – Willem de Kooning (född 1904), nederländsk konstnär, målare.
- 27 augusti – Elvine Nordwall (född 1908), svensk konstnär och skulptör.
- 29 september – Roy Lichtenstein (född 1923), amerikansk målare och skulptör inom popkonsten.
- 15 oktober – Reidar Johan Berle (född 1917), norsk grafiker, illustratör och målare.
- 1 november – Palle Pernevi (född 1917), svensk skulptör.
- 21 november – Ragnar Johansson (född 1913), svensk konstnär och målare.

### Fotnoter
1. 1 2   Horisont 1997. Bertmarks